# Jing (Gong)

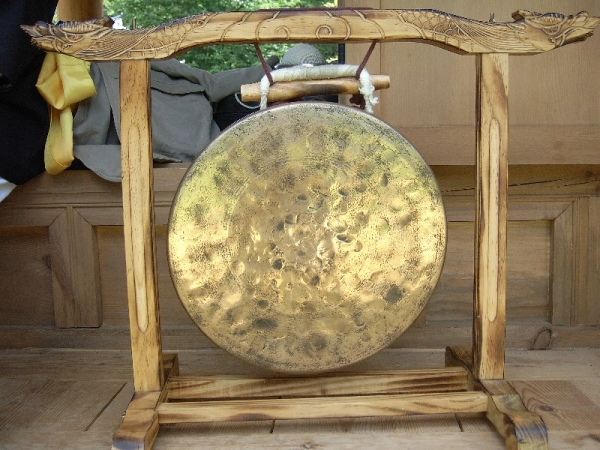
Jing

Jing (koreanisch: 징) ist ein mittelgroßer und flacher koreanischer Gong, der zur Tonerzeugung mit einem am Kopf stoffbespannten Schlägel sanft angeschlagen wird. Der Jing wurde von Bauern, Buddhisten, Schamanen und in der Militärmusik benutzt und kommt heutzutage u. a. noch in Aufführungen wie Pungmulnori (풍물놀이), Tanz und Gesang mit vier Schlaginstrumenten und Samulnori (사물놀이), Trommeln mit vier Instrumenten, zum Einsatz. 

## Bauform
Der Jing besteht aus hochqualitativem Blech und wird aus einem Stück gefertigt. Das verwendete Material war früher Bronze, heute auch Messing. Jing, die früher von Bauern genutzt wurden, hatten in der Regel einen Durchmesser von 37 bis 38 cm, waren bis 8 cm hoch und wurden an einer Griffschlaufe hängend von einer Hand gehalten. Die von Schamanen gespielte Jing war etwas kleiner und die, die zu Zeremonien am Hofe verwendet wurden, waren etwas größer im Durchmesser. Die heutzutage häufiger verwendete Form der Jing wird von einer Hand gehalten. Andere Ausführungen befinden sich in einem Holzgestellt hängend. Zur Jing gehört ein etwa 30 cm langer und 2,5 cm dicker Schlägel, der am schlagenden Ende einen gepolsterten im Durchmesser rund 8 cm großen Schlagkopf besitzt.

## Spielweise

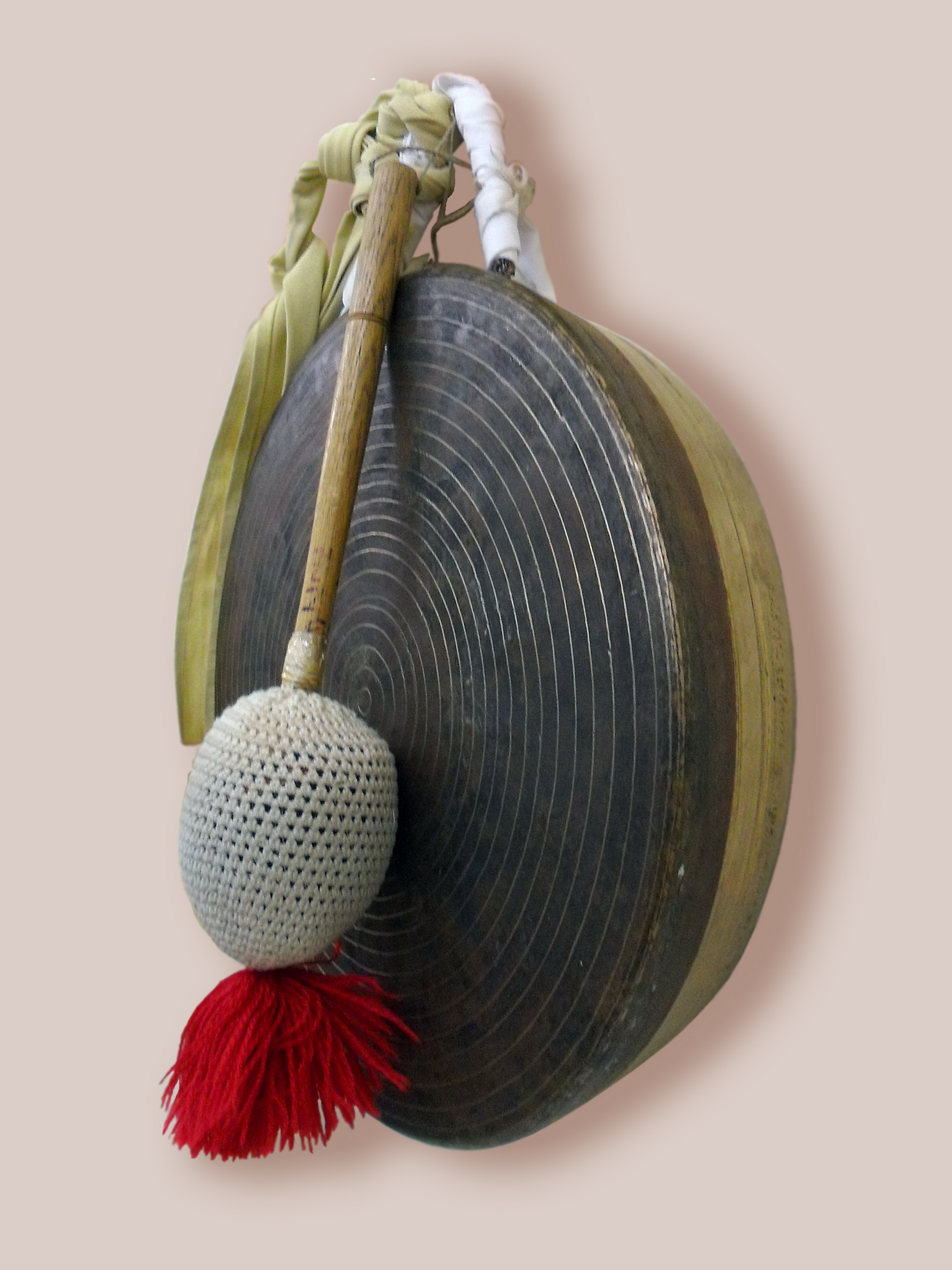
Jing mit Schlägel und Schlaufe für die Hand

Ob von der Hand gehalten oder im Holzgestell befestigt, wird der Gong mit dem Schlägel in größeren Zeitabständen geschlagen, als dies bei einer Trommel der Fall ist. Nach dem Schlag entwickelt sich ein nachklingender Ton, der je nach Intensität des Schlages einen unterschiedlich langen Nachhall erzeugt. Das Nachschwingen des Tons macht sinnvoll eine schnelle Schlagzahl unmöglich. Der erzeugte Ton beinhaltet drei akustische Wellenbewegungen, der in Korea mit sam-pa-eum (삼 파 음) ("Drei-Wellen-Ton") bezeichnet wird.
Die Rolle einer Jing in einer Aufführung liegt einerseits in der Taktgebung und/oder besitzt die Funktion durch seine differenzierte Klangfarbe und lang Nachschwingen
nachschwingenden Ton das Stück zu ergänzen. In einer Samulnori-Aufführung gibt der Jing den Rhythmus vor.

## Weitere Namensform
Der in einer königlich-rituellen Opfer-Zeremonie verwendete Jing wurde früher als daegeum (대금) bezeichnet.
Eine in einem Holzgestell frei hängende Jing mit einem Durchmesser von 36 bis 40 cm wurde im Volksmund gwangmaegi (광매기) genannt.